# Aéroport Clinton de Little Rock
Le Clinton National Airport (code IATA : LIT • code OACI : KLIT • code FAA : LIT), officiellement le Bill and Hillary Clinton National Airport/Adams Field, est un aéroport américain desservant la capitale de l'Arkansas, Little Rock, situé dans le comté de Pulsaki. Plus grand aéroport de l'État, il traite en 2016 environ 1 898 000 passagers.
Nommé Little Rock National Airport ou Adams Field (du nom du captitaine George Geyer Adams de la Garde nationale de l'Arkansas, tué en 1937) avant 2012, il prend à cette date le nom de Bill et Hillary Clinton, ancien gouverneur de l'Arkansas et président des États-Unis et son épouse, secrétaire d'État des États-Unis.

## Situation

### Carte des aéroports en Arkansas
| Nord-ouest de l'Arkansas Texarkana Comté de Boone Hot Springs-Memorial Field Jonesboro Little Rock Fort Smith |

## Compagnies et destinations
| Compagnies         | Destinations                                                                                |
| ------------------ | ------------------------------------------------------------------------------------------- |
| Allegiant Air      | Orlando-Sanford En saison : Los Angeles                                                     |
| American Eagle     | Charlotte-Douglas, Chicago-O'Hare, Dallas-Fort Worth                                        |
| Delta Air Lines    | Atlanta H.-Jackson                                                                          |
| Delta Connection   | Atlanta H.-Jackson, Détroit                                                                 |
| Southwest Airlines | Dallas-Love Field, Las Vegas-Harry-Reid, Lambert-Saint Louis En saison : Phoenix-Sky Harbor |
| United Express     | Chicago-O'Hare, Denver, Houston-George Bush                                                 |

Édité le 09/08/2017